# Obstrucció del trànsit

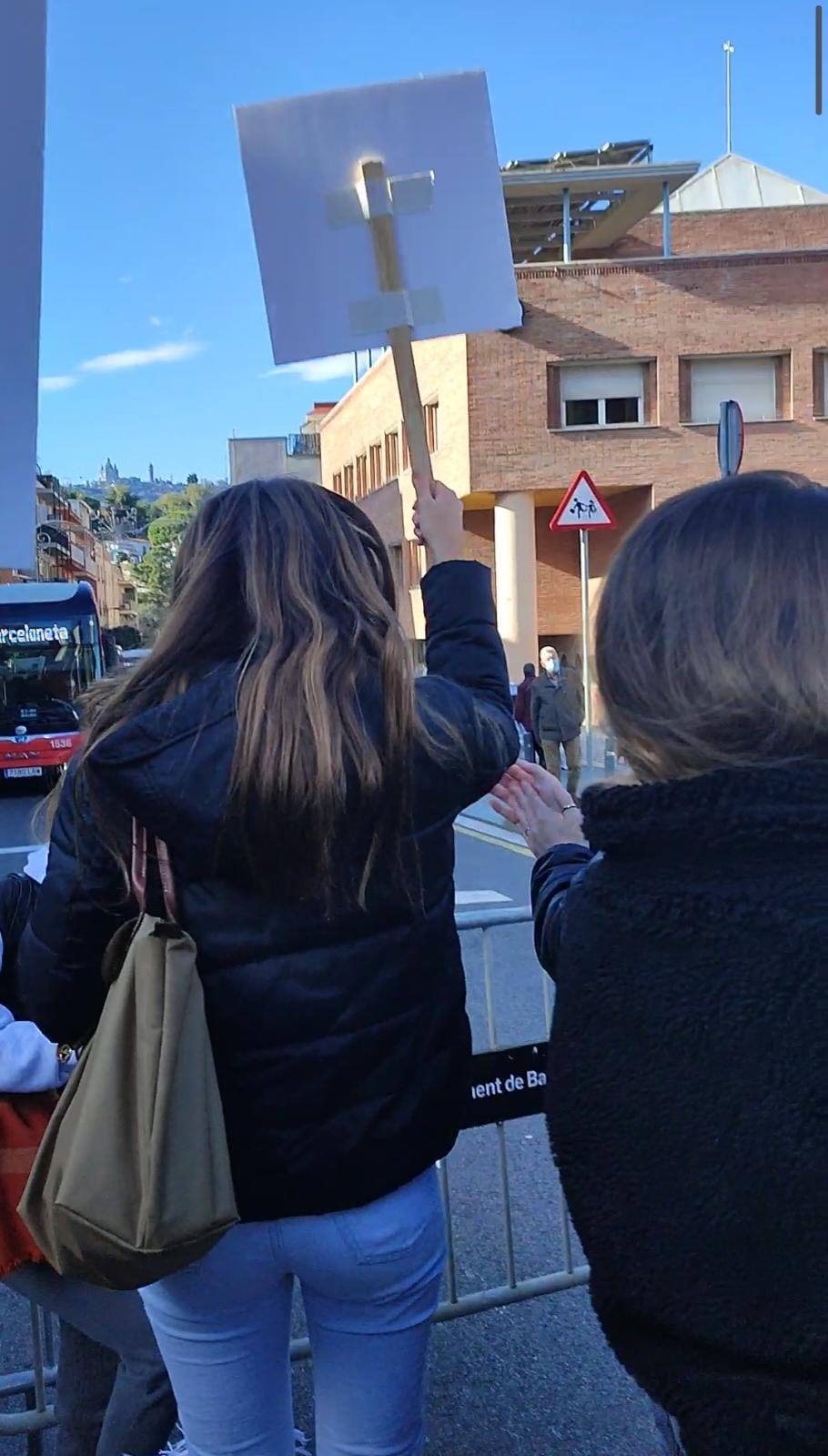
Manifestació de batxillerat de l'Escola Virolai el 2021 en forma d'obstrucció del carrer Santuari a favor de l'educació en català.

L'obstrucció del trànsit és una tàctica de protesta que s’utilitza durant les manifestacions públiques.

## Legalitat
La majoria de jurisdiccions consideren que l’obstrucció del trànsit és una activitat il·legal i han desenvolupat regles per perseguir aquells que bloquegen, obstrueixen, impedeixen o interfereixen el flux normal de trànsit de vehicles o vianants en un carrer o carretera pública.

## Exemples
Alguns exemples d’obstruccions intencionades del trànsit dirigides a articular una agenda de protesta inclouen protestes contra la rebel·lió de l'extinció, vagues de controladors de trànsit aeri, revoltes contra la construcció d'una autopista o infrastructura, passejades en bicicleta amb massa crítica blocant interseccions, i d'altres.

## Raasta roko

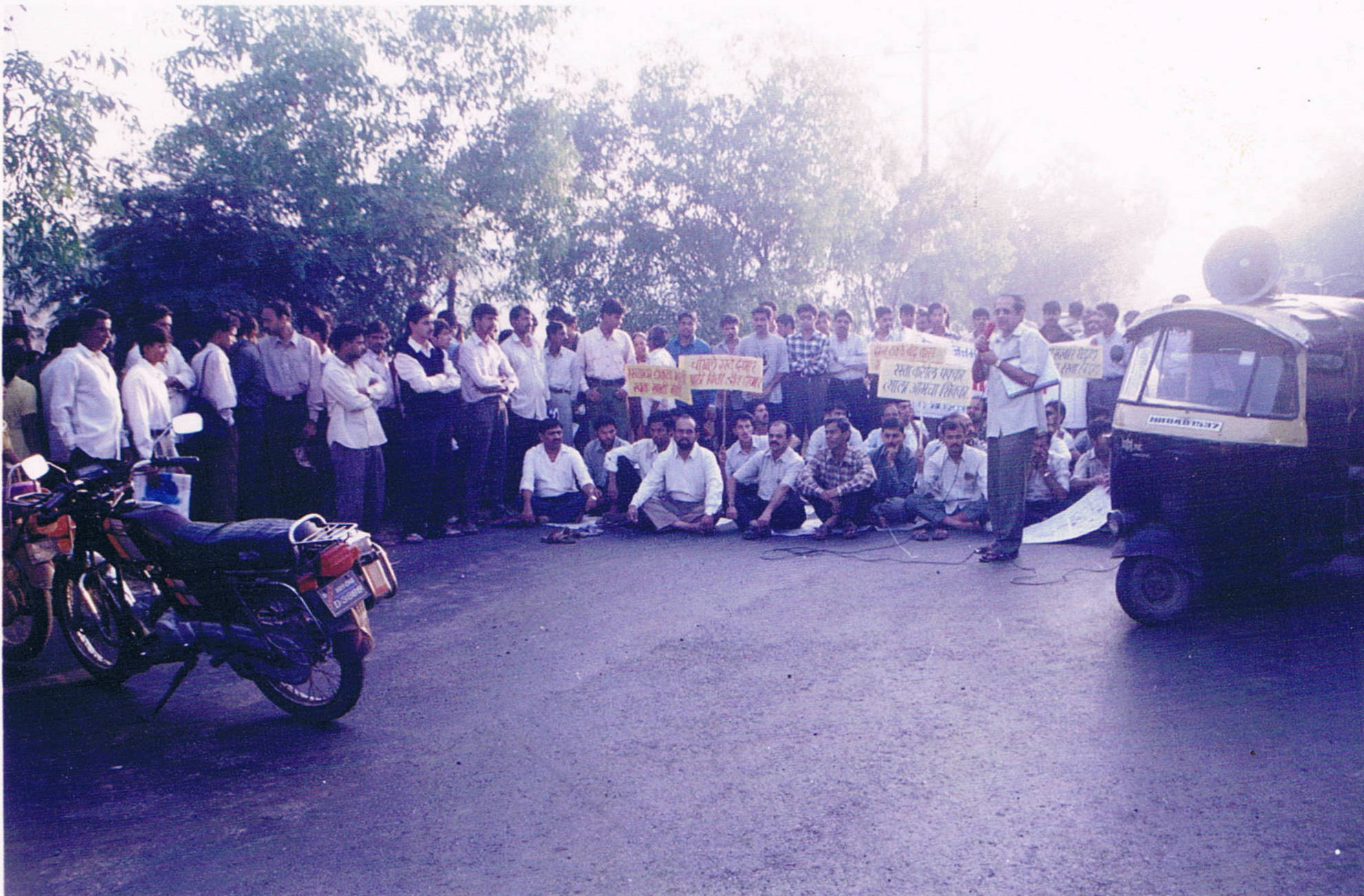
Raasta roko a l'Índia, 2014.

Raasta roko (hindi: obstruir la carretera) és una forma de protesta que es practica habitualment a l'Índia. Sol implicar un gran nombre de persones que impedeixen que el trànsit de vehicles transite per una via. No es contempla blocar el trànsit de vianants. Quan es bloqueja el pas d'un ferrocarril s'anomena Rail roko.